# Bettina Schöpf
Bettina Schöpf-Greinig (* 1979 Zams) je bývalá rakouská reprezentantka ve sportovním lezení, mistryně Evropy, juniorská mistryně světa a vicemistryně Rakouska v lezení na obtížnost, poté trenérka sportovního lezení.

## Výkony a ocenění
- 1997-2003: pět nominací na prestižní mezinárodní závody Rock Master v italském Arcu
- 2004: mistryně Evropy v lezení na obtížnost, i první rakouské zlato na ME vůbec
- 2007: druhé dělené místo na mistrovství Rakouska v lezení na obtížnost

### Závodní výsledky
| Arco Rock Master | Arco Rock Master | Arco Rock Master | Arco Rock Master | Arco Rock Master | Arco Rock Master |
| Rok              | 1997             | 1998             | 2000             | 2001             | 2003             |
| ---------------- | ---------------- | ---------------- | ---------------- | ---------------- | ---------------- |
| Obtížnost        | 11               | 9                | 10               | 9                | 8                |
| Bouldering       | —                | —                | 11-16            | —                | —                |

| Světový pohár | Světový pohár | Světový pohár | Světový pohár | Světový pohár | Světový pohár | Světový pohár | Světový pohár | Světový pohár | Světový pohár | Světový pohár | Světový pohár | Světový pohár | Světový pohár |
| Rok           | 1996          | 1997          | 1998          | 1999          | 2000          | 2001          | 2002          | 2003          | 2004          | 2006          | 2007          | 2008          | 2009          |
| ------------- | ------------- | ------------- | ------------- | ------------- | ------------- | ------------- | ------------- | ------------- | ------------- | ------------- | ------------- | ------------- | ------------- |
| Obtížnost     | x             | x             | x             | x             | x             | x             | x             | x             | x             | x             | x             | x             | x             |
| jednotlivě*   | x             | x             | x             | x             | x             | x             | x             | ,             | ,             | x             | x             | x             | x             |

* Pozn.: nalevo jsou poslední závody v roce
| Mistrovství Evropy | Mistrovství Evropy | Mistrovství Evropy | Mistrovství Evropy | Mistrovství Evropy | Mistrovství Evropy | Mistrovství Evropy |
| Rok                | 1996               | 1998               | 2000               | 2002               | 2004               | 2008               |
| ------------------ | ------------------ | ------------------ | ------------------ | ------------------ | ------------------ | ------------------ |
| Obtížnost          | 31-32              | 14                 | 23-24              | 8                  | 1                  | 16-17              |

| Mistrovství Rakouska | Mistrovství Rakouska |
| Rok                  | 2007                 |
| -------------------- | -------------------- |
| Obtížnost            | 2-3                  |

| Mistrovství světa juniorů | Mistrovství světa juniorů | Mistrovství světa juniorů |
| Rok                       | 1997 juniorky             | 1998 juniorky             |
| ------------------------- | ------------------------- | ------------------------- |
| Obtížnost                 | 1                         | 1                         |